# Leptinotarsa undecemlineata
Leptinotarsa undecemlineata  (лат.) — вид жуков-листоедов рода Leptinotarsa из семейства Chrysomelidae. Северная Америка: Мексика.

## Описание
Среднего размера жуки-листоеды (длина от 8 до 13 мм, ширина от 5 до 8 мм), сходные с колорадским жуком. Каждое жёлтое надкрылье с 5 полными чёрными полосками, идущими от основания к вершине (пятая полоска идёт параллельно латеральному краю надкрылий). Полоски 2, 3 и 4 не соединяются у вершины. Нижняя поверхность тела и ноги одноцветные, чёрные. Тело овальное, выпуклое. Максиллярные щупики состоят из 4 сегментов (вершинный членик нижнечелюстных щупиков короче предшествующего). Пронотум шире головы. Усики 11-члениковые.